# アート・オブ・ノイズ
アート・オブ・ノイズ (Art of Noise、The Art of Noise) は、イギリスのバンド。イタリア未来派の画家、作曲家、楽器発明家である ルイージ・ルッソロの論文「騒音芸術（Art Of Noises）」をグループ名の由来とし、トレヴァー・ホーンが立ち上げたZTTレコードのサウンドエンジニアからなる、正体不明のユニットとして結成された。ZTTレコードからチャイナ・レコードへ移籍した際に、アン・ダッドリー（キーボード担当）、J.J.ジェクザリック（サンプリング担当）、ゲイリー・ランガン（ミキシング担当）、ポール・モーリーのメンバー名が公表された。

## 略歴
1982年、アート・オブ・ノイズの原型となるマルコム・マクラーレンのアルバム『俺がマルコムだ! (Duck Rock)』では、トレヴァー・ホーンがプロデュースを手掛け、アン・ダッドリーとゲイリー・ランガンが全トラックの作曲、演奏、ミキシング、プログラミングを担当した。ヒップホップに影響を受け、スクラッチの導入を試みた「Buffalo Gals」がシングルカットされ全英シングルチャート9位（Music Week）を記録した。
1983年に発表されたイエスのアルバム『ロンリー・ハート（90125）』でも、トレヴァー・ホーンがプロデュースを手掛け、J.J.ジェクザリックとゲイリー・ランガンの2人が、エンジニアリング、及びキーボード・プログラミングを担当した。また、シングルカットされた「ロンリー・ハート (Owner Of A Lonely Heart)」は、全米シングルチャート（Billboard Hot 100）1位を記録した。
1983年にミニ・アルバム『イントゥ・バトル (Into Battle With The Art Of Noise)』を発表後、1984年にデビュー・アルバム『誰がアート・オブ・ノイズを…』をリリースした。ファースト・シングルの「Beat Box」は、アイランド・レコードの創設者であるクリス・ブラックウェルがニューヨークのクラブで広めたことにより、ヒップホップやブレイクダンスのコミュニティに受け入れられ、映画『ブレイクダンス』の劇中で使用された。セカンド・シングルの「Close」は、全英シングルチャート8位を記録した。また、サード・シングルの「Moments In Love」は、マドンナがイビサで結婚式を挙げた際にBGMとして使用された。
1986年、チャイナ・レコードへ移籍しセカンド・アルバム『イン・ヴィジブル・サイレンス』を発表した。デュアン・エディをゲストに迎えたシングル「Peter Gunn」は、全英チャート8位を記録し、1987年にグラミー賞ベスト・ロック・インストルメンタルを受賞した。テレビ番組のキャラクターのマックス・ヘッドルームとのコラボレーションで話題となった「Paranoimia」は、全英シングルチャートで12位、全米シングルチャート（Billboard TOP 100)で34位を記録した。
1987年、サード・アルバム『イン・ノー・センス? ナンセンス』からシングルカットされた「Dragnet (Danger Ahead/Dragnet March)」は、映画『ドラグネット 正義一直線』のテーマ曲としてサウンドトラックにも収録された。
1988年、トム・ジョーンズをボーカルに迎えた、プリンスのカヴァー曲「キッス」は、全英シングルチャートで5位を記録、1989年には全米シングルチャート（Billboard TOP 100)で31位を記録した。
1999年、アン・ダッドリー、トレヴァー・ホーン、ポール・モーリー、ロル・クレームによって再結成され、ZTTレコードに復帰しアルバム『ドビュッシーの誘惑』を発表し、ヒップホップ・アーティストのラキムをゲストに迎えた「Metaforce」がシングル・カットされた。
2017年、累計で100万枚以上のセールスを記録したセカンド・アルバム『イン・ヴィジブル・サイレンス』のリリース30周年を記念して、リブート・ツアーが行われた。また、アン・ダッドリーによるアート・オブ・ノイズのセルフ・カバー・アルバム『プレイズ・アート・オブ・ノイズ』が発表された。
2018年、リリースされたすべてのバックカタログが大英図書館のアーカイヴに登録された。
2023年、「アート・オブ・ノイズ/リビジョン/VJ」ツアーが行われ、リワインド・フェスティヴァルに出演した。

## 出演
1986年のMTV Video Music Awardsの表彰式にて、ギタリストのデュアン・エディと共に「Peter Gunn」のスタジオ・ライブを行った。来日時の1986年8月6日には、フジテレビの番組「夜のヒットスタジオ」に出演し「Paranoimia」を披露している。（日本青年館にて東京公演が行われた。）また、本国イギリスでは1988年10月27日にBBCの人気テレビ番組「トップ・オブ・ザ・ポップス」へトム・ジョーンズと共に出演し、プリンスの原曲で知られる「Kiss」のカバーバージョンを披露した。

## ディスコグラフィ
詳しくはw:Art of Noise discographyを参照。

### アルバム
- 『誰がアート・オブ・ノイズを…』 - Who's Afraid of the Art of Noise? (1984年)
- 『イン・ヴィジブル・サイレンス（英語版）』 - In Visible Silence (1986年)
- 『イン・ノー・センス? ナンセンス（英語版）』 - In No Sense? Nonsense! (1987年)
- 『ビロウ・ザ・ウェイスト（英語版）』 - Below the Waste (1989年)
- 『ドビュッシーの誘惑（英語版）』 - The Seduction of Claude Debussy (1999年)
- Reduction (2000年) ※アウトテイク集

### ライブ
- Noise In The City (Live In Tokyo, 1986) (2021年)

### コンピレーション&リミックス・アルバム
- 『ダフト』 - Daft (1986年)
- 『リ・ワークス・オブ・アート・オブ・ノイズ』 - Re-works of Art of Noise (1986年)
- 『ザ・ベスト・オブ・アート・オブ・ノイズ』 - The Best of the Art of Noise (1988年)
- 『アンビエント・コレクション』 - The Ambient Collection (1990年)
- 『THE FON MIXES』 - The FON Mixes (1991年)
- 『ドラム・アンド・ベース・コレクション』 - The Drum and Bass Collection (1996年)
- The Abduction of the Art of Noise (2003年)
- 『リコンストラクテッド』 - Reconstructed (2004年)
- 『神よ、私の身体に何を…（英語版）』 - And What Have You Done with My Body, God? (2006年) ※4CDボックスセット
- 『INFLUENCE』 - Influence (2010年) ※2CD
- At The End of a Century (2015年) ※2CD+DVD
- Art Of Noise As The Image Of A Group At The End Of The 20th Century - Balance (Music For The Eye) (2022年)
- Worship With The Art Of Noise (2023年)

### シングル
- "Beat Box" (1983年)
- 「モーメンツ・イン・ラヴ (ビートゥン)」 - "Moments In Love" (1983年) and (1985年)
- 「クローズ」 - "Close (To the Edit)" (1984年)
- 「クローズ・アップ」 - "Close-Up" (1984年) ※「Close (To the Edit)」の変名12インチ盤
- 「レッグス」 - "Legs" (1985年) ※「Mr.マリックのテーマ」として知られる。[22]
- 「パラノイミア」 - "Paranoimia" with Max Headroom (1986年)
- 「ピーター・ガン」 - "Peter Gunn" featuring Duane Eddy (1986年)
- "Legacy" (1986年)
- 「ドラグネット」 - "Dragnet" (1987年)
- 「キッス」 - "Kiss" featuring Tom Jones (1988年)
- "Yebo!" featuring Mahlathini and the Mahotella Queens（英語版） (1989年)
- 「アート・オブ・ラヴ」 - "Art of Love" (1990年)
- "Shades of Paranoimia" (1992年)
- "Dreaming in Colour" (1998年)
- "Metaforce" featuring Rakim (1999年)